# Maria Kazimierz Kaczyński

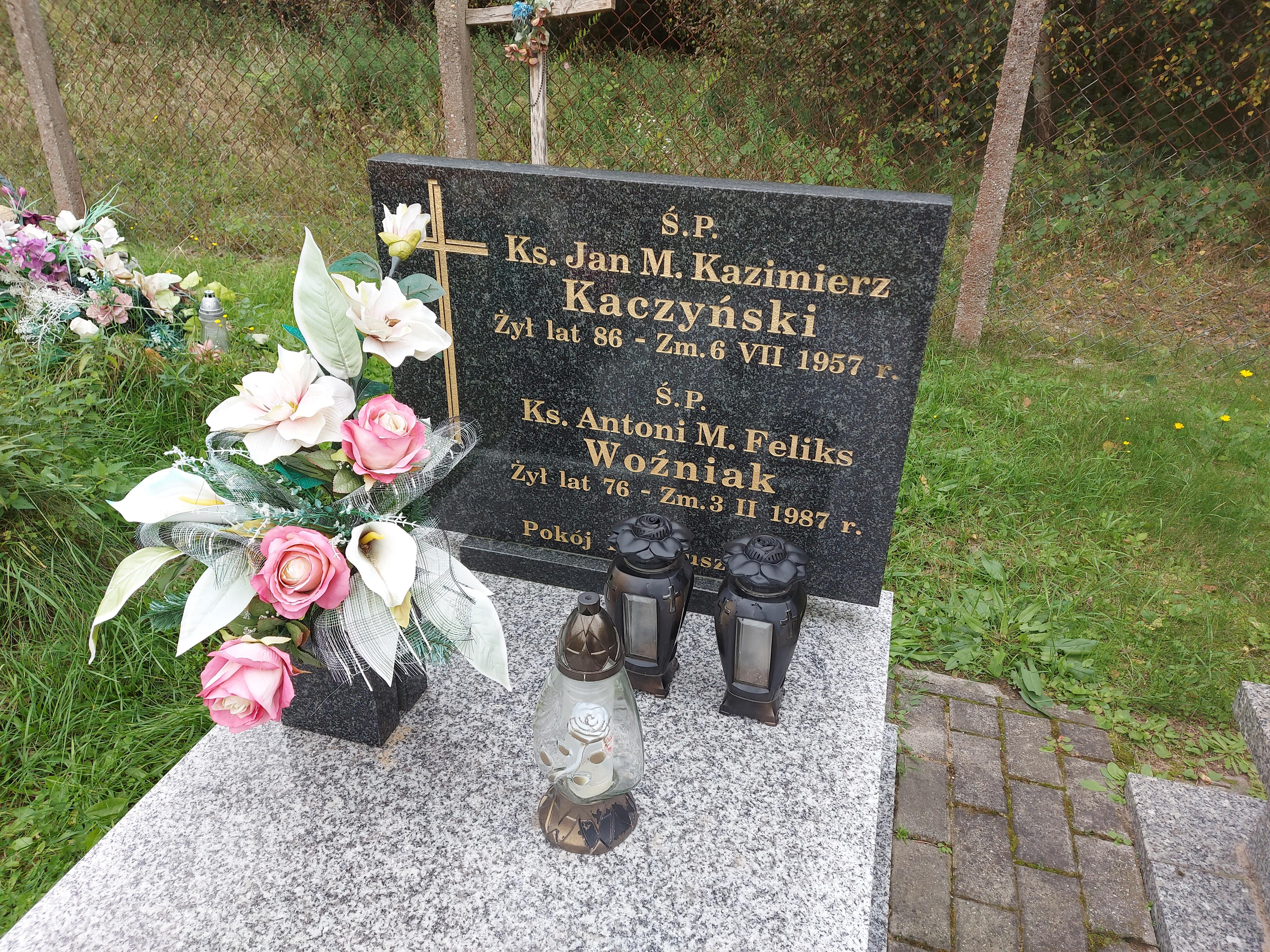
Grób ks. Jana Marii Kazimierza Kaczyńskiego

Jan Maria Kazimierz Kaczyński (ur. 20 kwietnia 1871, zm. 6 lipca 1957 w Lutkówce) – kapłan mariawicki, proboszcz Parafii Kościoła Starokatolickiego Mariawitów w Lipce w latach 1907–1926.

## Życiorys
Ukończył progimnazjum w Pułtusku i Metropolitarne Seminarium Duchowe w Warszawie.
Święcenia kapłańskie otrzymał w 1894 r. (w Kościele Rzymskokatolickim). Pierwszymi parafiami, na które otrzymał nominację były parafie w Klembowie koło Radzymina (jako wikariusz) oraz w Zgierzu (wikariusz). Następnie otrzymał nominacje administratorskie do parafii w: Pieczyskach, Zycku koło Płocka, a w roku 1905 – w Lutkówce koło Mszczonowa.
Ideę mariawityzmu poznał za sprawą ks. Kazimierza Marii Jana Przyjemskiego. Miało to miejsce w roku 1899. Już rok później, tj. 23 czerwca 1900 r. rozpoczął Nowicjat w Zgromadzeniu Kapłanów Mariawitów (działającym wówczas w ukryciu). Z tej właśnie przyczyny Konsystorz Chełmsko-Warszawski przeniósł go karnie do Lutkówki, gdzie pełnił swoje funkcje do 1906 r., kiedy to opuścił macierzysty Kościół i założył parafię mariawicką, do której przyłączyło się część miejscowej społeczności. Niejako zwieńczeniem jego pracy w tym miejscu była budowa świątyni dla mariawitów (poświęconej w 1907 r.), na gruntach ofiarowanych przez miejscowego parafianina oraz domu parafialnego (w którym urządzono ochronkę dla dzieci).
To pod jego kierownictwem, już jako proboszcza parafii w Lipce, na gruntach ofiarowanych przez miejscowych gospodarzy w 1907 r. rozpoczęto budowę świątyni, której aktu poświęcenia w dniu 17 października 1909 dokonał i po raz pierwszy mszę w języku polskim odprawił nowo konsekrowany w Utrechcie (Holandia), biskup mariawicki – Jan M. Michał Kowalski.
Kapł. Maria Kazimierz Kaczyński zorganizował przy parafii lipkowskiej szereg instytucji o charakterze charytatywno-oświatowym: ochronki w: Lipce, Poćwiardówce i Nowostawach Dolnych. Ponadto zorganizował również przyparafialną straż pożarną, tkalnię, szwalnię, szkołę podstawową, internat dla sierot, przytułek dla starców, bibliotekę z czytelnią, a także warsztaty przyuczania do zawodu dla dziewcząt. Dla utrzymania zarówno siebie, jak i sióstr zakonnych zorganizował również przyparafialne gospodarstwo rolne. Z kolei dla utrzymania życia religijnego wśród swoich parafian (m.in. z uwagi na dużą liczbę wiernych należących do Parafii w Lipce) założył także liczne kaplice domowe (w: Nowostawach Dolnych, Nowostawach Górnych, Dąbrówce Małej, Dąbrówce Dużej, Poćwiardówce i Anielinie).
Rok 1914 r. dla Parafii w Lipce był niezwykle tragiczny. W wyniku działań I wojny światowej, które w największym stopniu ogarnęły okoliczne tereny, nowo wybudowany kościół bardzo mocno ucierpiał. Niemal od razu miejscowa społeczność postanowiła przystąpić do jego odbudowy (która trwała do 1954 r.). Jednak, aby życie religijne wśród miejscowej społeczności nie zamarło, a mogło trwać dalej, postanowiono pobudować tymczasowy (drewniany) kościół (który połączono z drewnianą plebanią, która w 2010 r. została przeniesiona do Skansenu w Nagawkach). Służył on miejscowej społeczności do 1929 r. Z kolei tuż po zakończeniu działań wojennych postanowiono wyremontować pozostałe budynki parafialne. Powyższymi pracami kierował kapł. M. Kazimierz Kaczyński.
Po zakończeniu pracy duszpasterskiej w Parafii Lipka, został wyznaczony do posługi w Parafii Warszawa (na Woli) oraz w Wiśniewie.
W 1935 na Kapitule Zgromadzenia Kapłanów Mariawitów (która odbyła się w dniu 29 stycznia w Płocku) został wybrany na członka Synodu Kościoła.
Pochowany został na cmentarzu mariawickim w Lutkówce.